# ザット・シルバー・ヘアード・ダディ・オブ・マイン
「ザット・シルバー・ヘアード・ダディ・オブ・マイン」（That Silver-Haired Daddy of Mine）は、ジーン・オートリーとジミー・ロングの1930年代のヒット曲。作詞作曲もオートリーとロングの二人とされる。
ジーン・オートリーとクリフ・カイザーが1930年に吹き込んだレコードがオリジナルである（1930年）。
オートリーとジミー・ロングは1932年1月に二つのレーベルから発表。大ヒットとなったのは1935年である。オートリー主演の2本の映画、すなわち『Tumbling Tumbleweeds』と『The Phantom Empire』の挿入歌として使用され、レコードの売上げは500万枚にのぼったという。
1958年、エヴァリー・ブラザーズがアルバム『Songs Our Daddy Taught Us』においてカバー。以後、多くのミュージシャンに歌われるようになった。

## その他のバージョン
- ジミー・リーヴス - 1961年のアルバム『Tall Tales and Short Tempers』に収録。
- サイモン&ガーファンクル - 1969年に行ったコンサートで演奏。1997年発売のボックスセット『Old Friends』、2008年発売のライブ・アルバム『ライヴ1969』に収録。
- ジョニー・キャッシュ - 1973年のライブ・アルバム『På Österåker』に収録。
- ドク・ワトソン - 1991年のアルバム『My Dear Old Southern Home』に収録。
- ビリー・ジョー・アームストロング & ノラ・ジョーンズ - 2013年のアルバム『Foreverly』に収録。